# 에린 바틀렛
에린 바틀릿(Erinn Bartlett, 영어 발음: /ˈbɑːrtlɪt/, 1973년 2월 26일 ~ )은 미국의 배우이다.

## 출연 작품
- 벤치워머스 (2006년)
- 그녀가 모르는 그녀에 관한 소문 (2005년)
- 더 라스트 런 (2004년)
- 레이징 헬렌 (2004년)
- 화려한 싱글 (2002년) - 줄리 역
- 펌프킨 (2002년)
- 아메리칸 러브홀릭 (2002년) - 홉 역
- 내겐 너무 가벼운 그녀 (2001년)
- 리틀 니키 (2000년)
- 인 크라우드 (2000년) - 쉬러 역
- 딥 블루 씨 (1999년)

### 텔레비전
- Out of Practice (2005년)